# Iglesia de Santa María de Llas
La iglesia de Santa María de Llas es un templo religioso de culto católico en la localidad de Arenas de Cabrales, en el concejo de Cabrales, en la comunidad autónoma de Asturias, en España.

## Historia
La iglesia está construida sobre otra iglesia medieval, sufriendo posteriores reformas durante los años. 
Está declarada como monumento histórico artístico.

## Galería

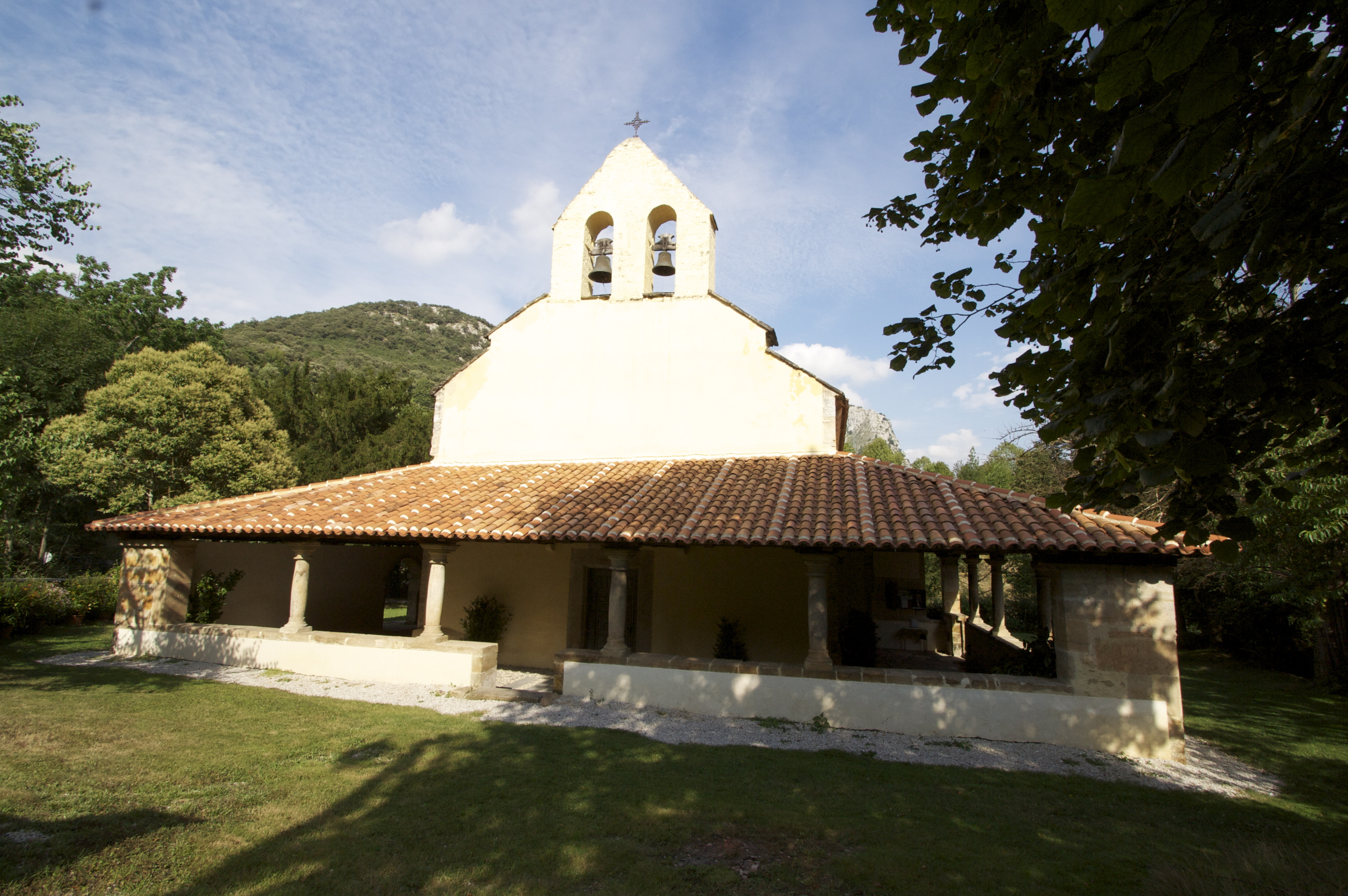
Frontal de la iglesia.
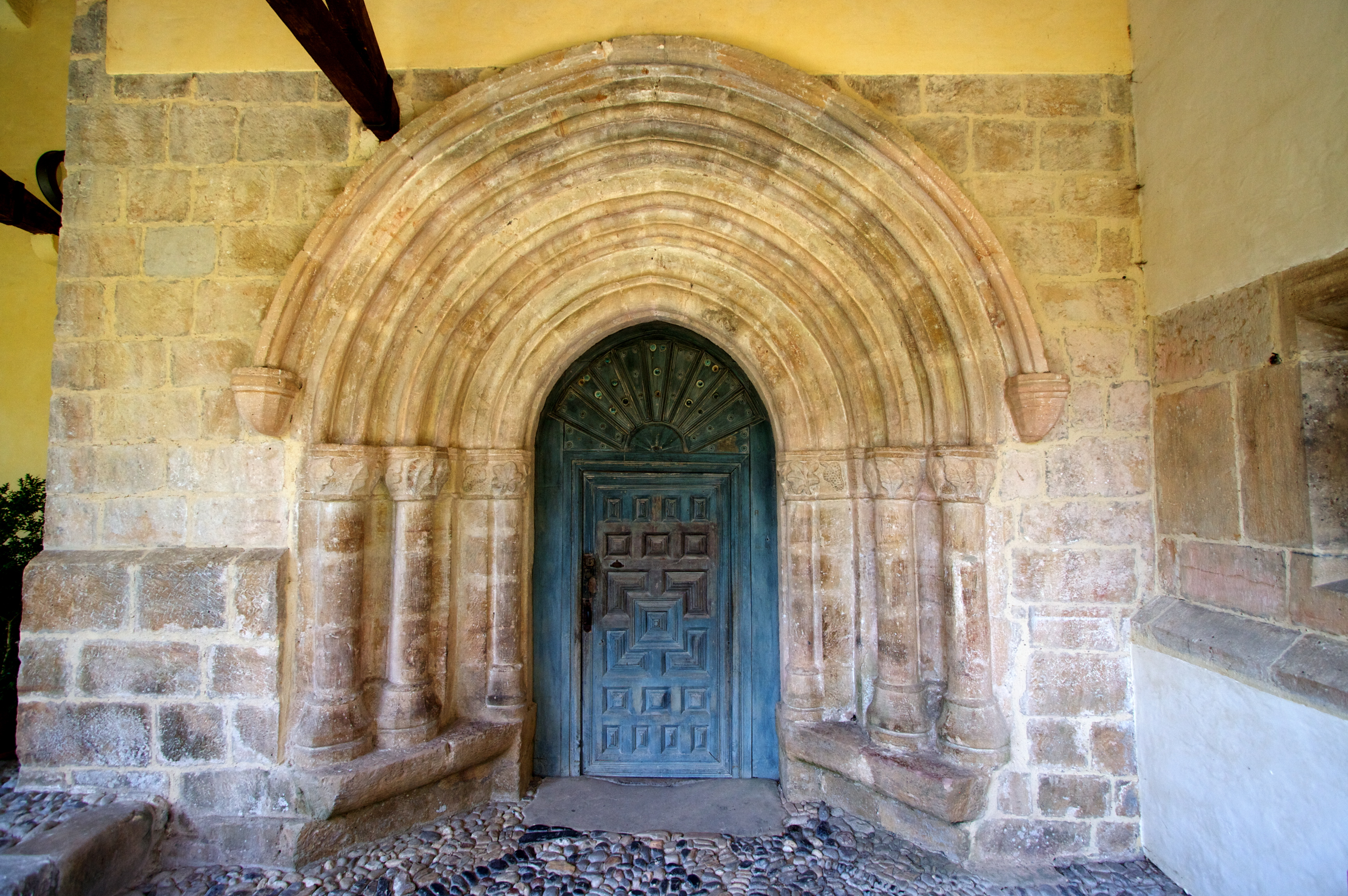
Pórtico de la iglesia.
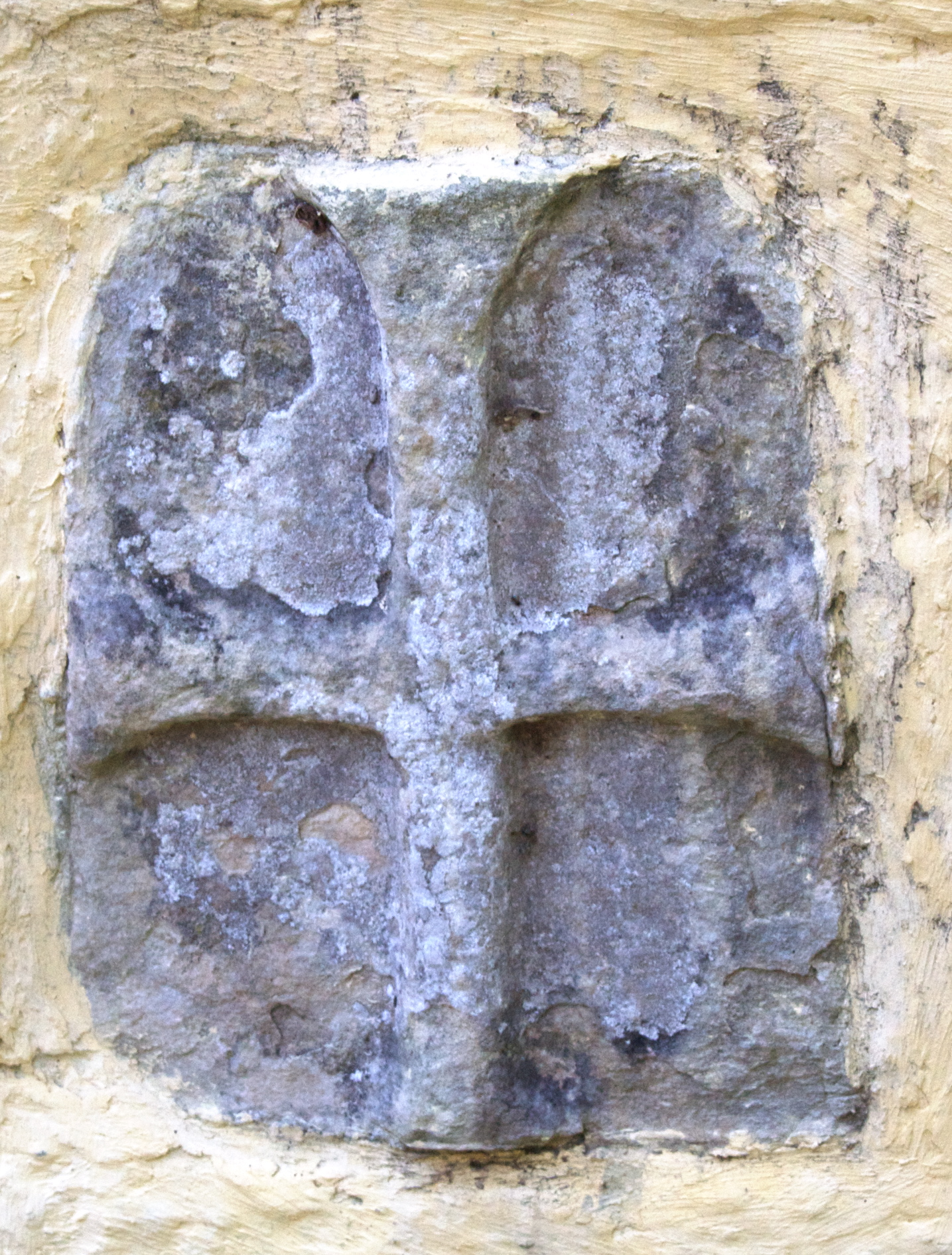
Detalle de la fachada.
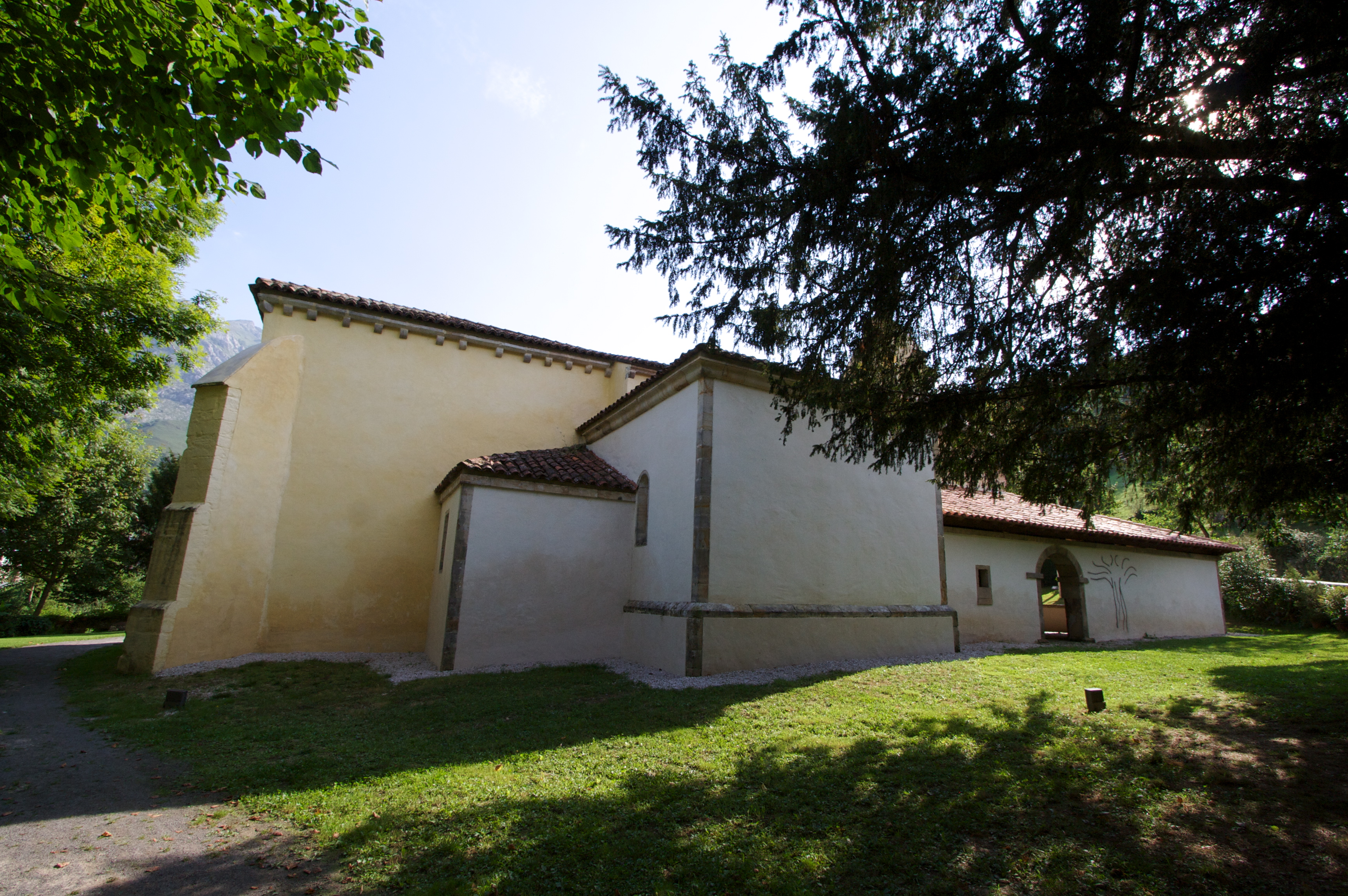
Lateral de la iglesia.
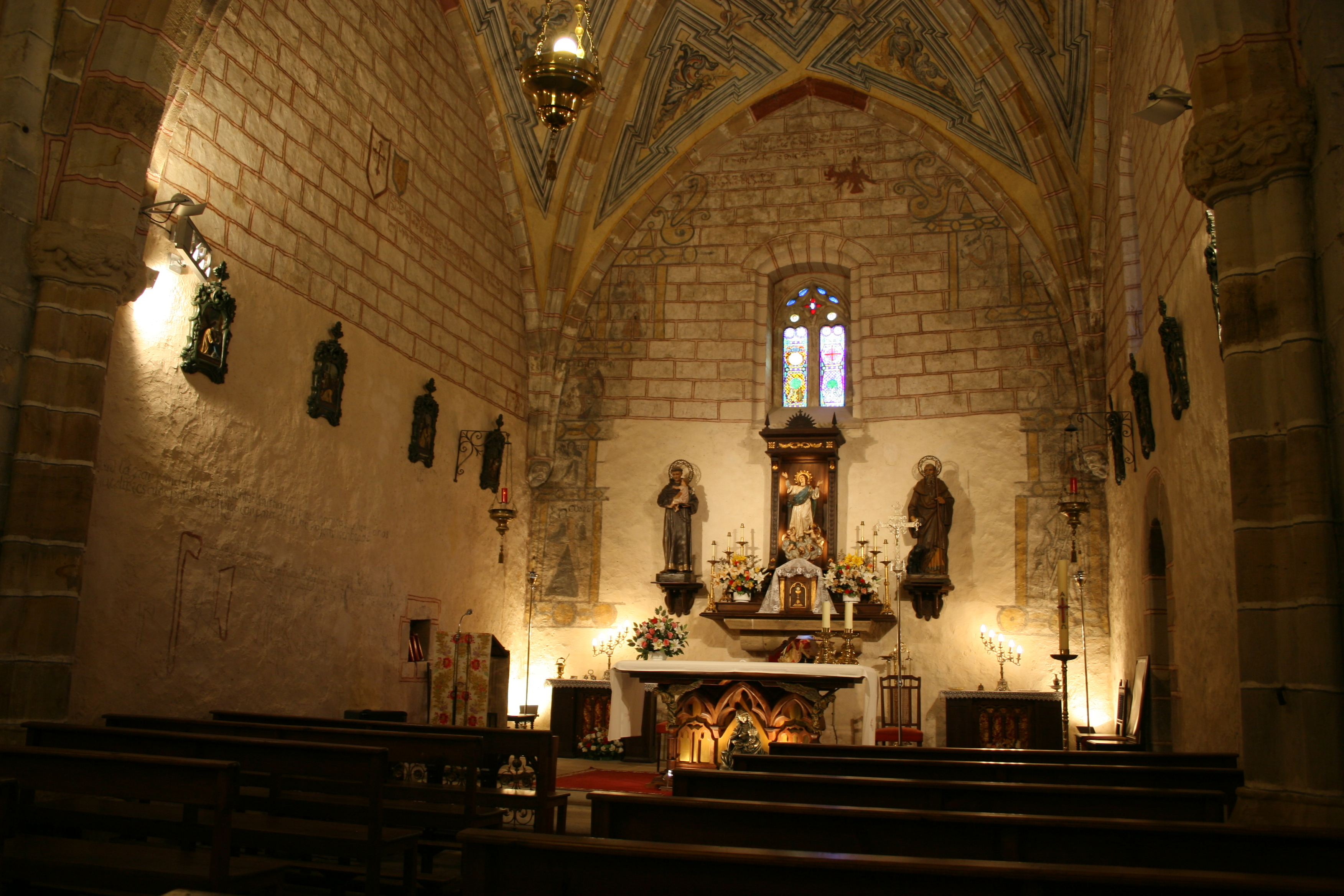
Interior de la iglesia.
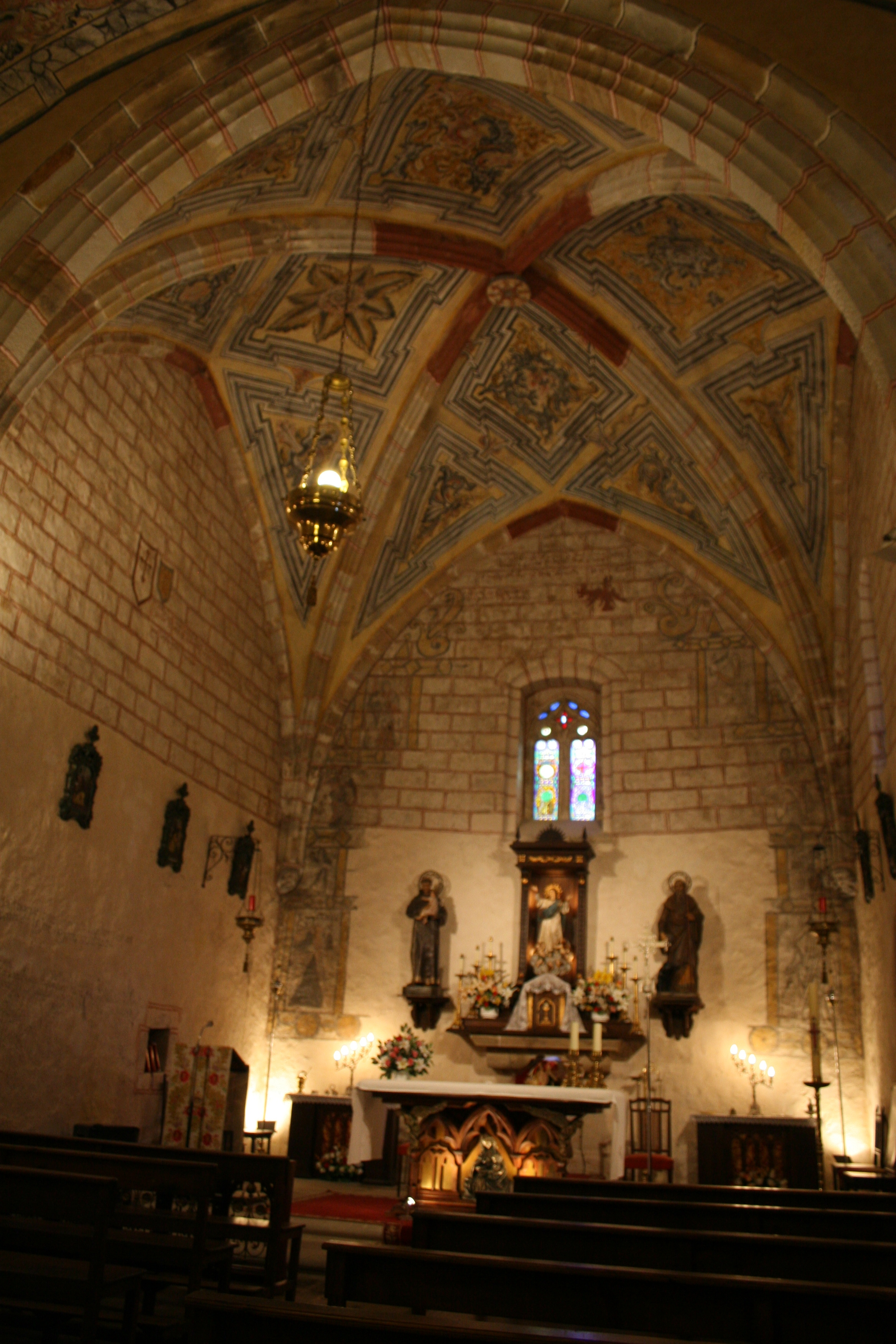
Interior de la iglesia.